# Glycyrrhiza triphylla
Glycyrrhiza triphylla es una especie de planta floral del género Glycyrrhiza, familia Fabaceae, orden Fabales.

## Distribución
Se distribuye por Afganistán, Irán, Kazajistán, Pakistán, Turkmenistán y Uzbekistán.

## Taxonomía
Fue descrita por Fisch. & C.A.Mey. y publicada en Index Seminum 1: 29 (1835).